# Centella
Genre
Centella est un genre de plantes à fleurs de la famille des Apiaceae.

## Liste d'espèces
Selon BioLib (7 août 2017) :
- Centella asiatica (L.) Urban
- Centella erecta (L. f.) Fern.

Selon Catalogue of Life (7 août 2017) :
- Centella affinis (Eckl. & Zeyh.) Adamson
- Centella annua M. T. R. Schubert & B.-E. von Wyk
- Centella asiatica (L.) Urb.
- Centella brachycarpa M. T. R. Schubert & B.-E. van Wyk
- Centella caespitosa Adamson
- Centella calcaria M. T. R. Schubert & B.-E. von Wyk
- Centella callioda (Cham. & Schltdl.) Drude
- Centella capensis (L.) Domin
- Centella cochlearia (Domin) Adamson
- Centella comptonii Adamson
- Centella cryptocarpa M. T. R. Schubert & B.-E. von Wyk
- Centella debilis (Eckl. & Zeyh.) Drude
- Centella dentata Adamson
- Centella didymocarpa Adamson
- Centella difformis (Eckl. & Zeyh.) Adamson
- Centella dolichocarpa M. T. R. Schubert & B.-E. van Wyk
- Centella erecta (L. fil.) Fern.
- Centella eriantha (Rich.) Drude
- Centella flexuosa (Eckl. & Zeyh.) Drude
- Centella fourcadei Adamson
- Centella fusca (Eckl & Zeyh.) Adamson
- Centella glabrata L.
- Centella glauca M. T. R. Schubert & B.-E. von Wyk
- Centella graminifolia Adamson
- Centella gymnocarpa M. T. R. Schubert & B.-E. von Wyk
- Centella laevis Adamson
- Centella lanata Compton
- Centella lasiophylla Adamson
- Centella linifolia (L. fil.) Drude
- Centella longifolia (Adamson) M. T. R. Schubert & B.-E. van Wyk
- Centella macrocarpa (Rich.) Adamson
- Centella macrodus (Spreng.) B.L. Burtt
- Centella montana (Cham. & Schltdl.) Domin
- Centella obtriangularis Cannon
- Centella pilosa M. T. R. Schubert & B.-E. van Wyk
- Centella pottebergensis Adamson
- Centella recticarpa Adamson
- Centella restioides Adamson
- Centella rupestris (Eckl. & Zeyh.) Adamson
- Centella scabra Adamson
- Centella sessilis Adamson
- Centella stenophylla Adamson
- Centella stipitata Adamson
- Centella ternata M.T.R. Schubert & B.-E. van Wyk
- Centella thesioides M.T.R. Schubert & B.-E. van Wyk
- Centella tridentata (L. fil.) Drude ex Domin
- Centella triloba (Thunb.) Drude
- Centella umbellata M.T.R. Schubert & B.-E. van Wyk
- Centella uniflora (Col.) Nannf.
- Centella villosa L.
- Centella virgata (L. fil.) Drude

Selon GRIN (7 août 2017) :
- Centella asiatica (L.) Urb.
- Centella erecta (L. f.) Fernald
- Centella villosa L.

Selon ITIS (7 août 2017) :
- Centella asiatica (L.) Urb.
- Centella villosa L.

Selon NCBI (7 août 2017) :
- Centella asiatica
- Centella capensis
- Centella difformis
- Centella erecta
- Centella hirtella
- Centella lanata
- Centella linifolia
- Centella montana
- Centella restioides
- Centella triflora
- Centella uniflora
- Centella villosa
- Centella virgata

Selon The Plant List (7 août 2017) :
- Centella abbreviata (A. Rich.) Nannf.
- Centella affinis (Eckl. & Zeyh.) Adamson
- Centella annua M.Schub. & B.-E.van Wyk
- Centella asiatica (L.) Urb.
- Centella brachycarpa M.Schub. & B.-E.van Wyk
- Centella caespitosa Adamson
- Centella calcaria M.Schub. & B.-E.van Wyk
- Centella callioda (Cham. & Schltdl.) Drude
- Centella capensis (L.) Domin
- Centella cochlearia (Domin) Adamson
- Centella comptonii Adamson
- Centella cordifolia (Hook.f.) Nannf.
- Centella coriacea Nannf.
- Centella cryptocarpa M.T.R.Schub. & B.-E.van Wyk
- Centella debilis (Eckl. & Zeyh.) Drude
- Centella dentata Adamson
- Centella didymocarpa Adamson
- Centella difformis (Eckl. & Zeyh.) Adamson
- Centella dolichocarpa M.Schub. & B.-E.van Wyk
- Centella erecta (L.f.) Fernald
- Centella eriantha (A.Rich.) Drude
- Centella flexuosa (Eckl. & Zeyh.) Drude
- Centella fourcadei Adamson
- Centella fusca (Eckl. & Zeyh.) Adamson
- Centella glabrata L.
- Centella glauca M.Schub. & B.-E.van Wyk
- Centella graminifolia Adamson
- Centella gymnocarpa M.T.R.Schub. & B.-E.van Wyk
- Centella laevis Adamson
- Centella lanata Compton
- Centella lasiophylla Adamson
- Centella linifolia (L.f.) Drude
- Centella longifolia (Adamson) M.T.R.Schub. & B.-E.van Wyk
- Centella macrocarpa (A.Rich.) Adamson
- Centella macrodus (Spreng.) B.L.Burtt
- Centella montana (Cham. & Schltdl.) Domin
- Centella obtriangularis Cannon
- Centella pilosa M.Schub. & B.-E.van Wyk
- Centella pottebergensis Adamson
- Centella recticarpa Adamson
- Centella restioides Adamson
- Centella rupestris (Eckl. & Zeyh.) Adamson
- Centella scabra Adamson
- Centella sessilis Adamson
- Centella stenophylla Adamson
- Centella stipitata Adamson
- Centella ternata M.Schub. & B.-E.van Wyk
- Centella thesioides M.Schub. & B.-E.van Wyk
- Centella tridentata (L.f.) Drude ex Domin
- Centella triloba (Thunb.) Drude
- Centella umbellata M.Schub. & B.-E.van Wyk
- Centella villosa L.
- Centella virgata (L.f.) Drude

Selon Tropicos (7 août 2017) (Attention liste brute contenant possiblement des synonymes) :
- Centella abbreviata (A. Rich.) Nannf.
- Centella affinis (Eckl. & Zeyh.) Adamson
- Centella annua M. Schub. & B.-E. van Wyk
- Centella arbuscula Domin
- Centella asiatica (L.) Urb.
- Centella biflora (P. Vell.) Nannf.
- Centella boninensis Nakai ex Tuyama
- Centella brachycarpa M. Schub. & B.-E. van Wyk
- Centella bupleurifolia Adamson
- Centella caespitosa Adamson
- Centella calcaria M. Schub. & B.-E. van Wyk
- Centella callioda Drude
- Centella calliodus (Cham. & Schltdl.) Drude
- Centella capensis Domin
- Centella chamissonis Drude
- Centella cochlearia (Domin) Adamson
- Centella comptonii Adamson
- Centella cordifolia (Hook. f.) Nannf.
- Centella coriacea Nannf.
- Centella cryptocarpa M.T.R. Schub. & B.-E. van Wyk
- Centella debilis Drude
- Centella dentata Adamson
- Centella didymocarpa Adamson
- Centella difformis Adamson
- Centella dolichocarpa M. Schub. & B.-E. van Wyk
- Centella dregeana Domin
- Centella dusenii Nannf.
- Centella erecta (L. f.) Fernald
- Centella eriantha (A. Rich.) Drude
- Centella filicaulis (Baker) Domin
- Centella flexuosa (Eckl. & Zeyh.) Drude
- Centella floridana (J.M. Coult. & Rose) Nannf.
- Centella fourcadei Adamson
- Centella fusca Adamson
- Centella glabrata L.
- Centella glauca M. Schub. & B.-E. van Wyk
- Centella glochidiata Drude
- Centella graminifolia Adamson
- Centella gymnocarpa M.T.R. Schub. & B.-E. van Wyk
- Centella hederifolia (Burch.) Drude
- Centella hermanniifolia Domin
- Centella hirtella Nannf.
- Centella homalocarpa Drude
- Centella laevis Adamson
- Centella lanata Compton
- Centella lasiophylla Adamson
- Centella linifolia Drude
- Centella longifolia (Adamson) M.T.R. Schub. & B.-E. van Wyk
- Centella macrocarpa Adamson
- Centella macrodus B.L. Burtt
- Centella montana Domin
- Centella obtriangularis Cannon
- Centella pilosa M. Schub. & B.-E. van Wyk
- Centella pottebergensis Adamson
- Centella recticarpa Adamson
- Centella renifolia (Lag.) Urb.
- Centella repanda (Pers.) Small
- Centella restioides Adamson
- Centella rupestris Adamson
- Centella scabra Adamson
- Centella sessilis Adamson
- Centella stenophylla Adamson
- Centella stipitata Adamson
- Centella ternata M. Schub. & B.-E. van Wyk
- Centella thesioides M. Schub. & B.-E. van Wyk
- Centella tridentata Drude
- Centella triflora (Ruiz & Pav.) Nannf.
- Centella triloba Drude
- Centella tussilaginifolia (Baker) Domin
- Centella ulugurensis Domin
- Centella umbellata M. Schub. & B.-E. van Wyk
- Centella uniflora (Colenso) Nannf.
- Centella verticillata (Thunb.) Fourc.
- Centella villosa L.
- Centella virgata (L. f.) Drude